# Горихвістка алашанська
Горихвістка алашанська (Phoenicurus alaschanicus) — вид горобцеподібних птахів родини мухоловкових (Muscicapidae). Цей малодосліджений вид птахів є ендеміком Китаю.

## Опис
Довжина птаха становить 14-16 см. Виду притаманний статевий диморфізм. У самців верхня частина голови і шия сірі, спина, надхвістя і хвіст іржасто-руді. Плечі і крила чорні, на крилах білі смуги. Нижня частина тіла іржасто-руда. живіт білуватий. Самиці мають непримітне, тьмяно-буре забарвлення, нижня частина тіла у них охриста. Хвіст з боків рудий, центральна частина хвоста чорнувато-бура.

## Поширення і екологія
Алашанські горихвістки гніздяться на півночі центрального Китаю (Цинхай, Ганьсу, Нінся, зокрема в горах Алашань). З жовтня по березень вони мігрують на схід до Хебея і Пекіна. Вони живуть на кам'янистих схилах, порослих чагарниками і в чагарникових заростях на берегах гірських річок і струмків в межах поясу хвойних гірських лісів, на висоті від 3300 до 3500 м над рівнем моря. Взимку зустрічаються в долинах, на висоті до 2000 м над рівнем моря. Живляться комахами та іншими дрібними безхребетними, восени також ягодами.

## Збереження
МСОП класифікує стан збереження цього виду як близький до загрозливого. За оцінками дослідників, популяція алашанських горихвісток становить від 10 до 20 тисяч птахів. Їм загрожує знищення природного середовища.